# 第150合同任務部隊
第150合同任務部隊（だい150ごうどうにんむぶたい、Combined Task Force 150、CTF-150）は、合同海上部隊の1つとしてアラビア海、アデン湾、紅海を中心とする海域における対テロ作戦（海上治安活動・海上阻止行動）を任務とする多国籍海上部隊である。
2001年のアメリカ同時多発テロ事件後に開始された不朽の自由作戦に伴い、アメリカ海軍を中心とする各国の海軍が人員や艦艇を拠出して編成されており、アメリカ軍の中で中東を担当するアメリカ中央軍の隷下にある、アメリカ中央海軍・第5艦隊（同一人が司令官を兼任）が実務を担っている。

## 関連項目

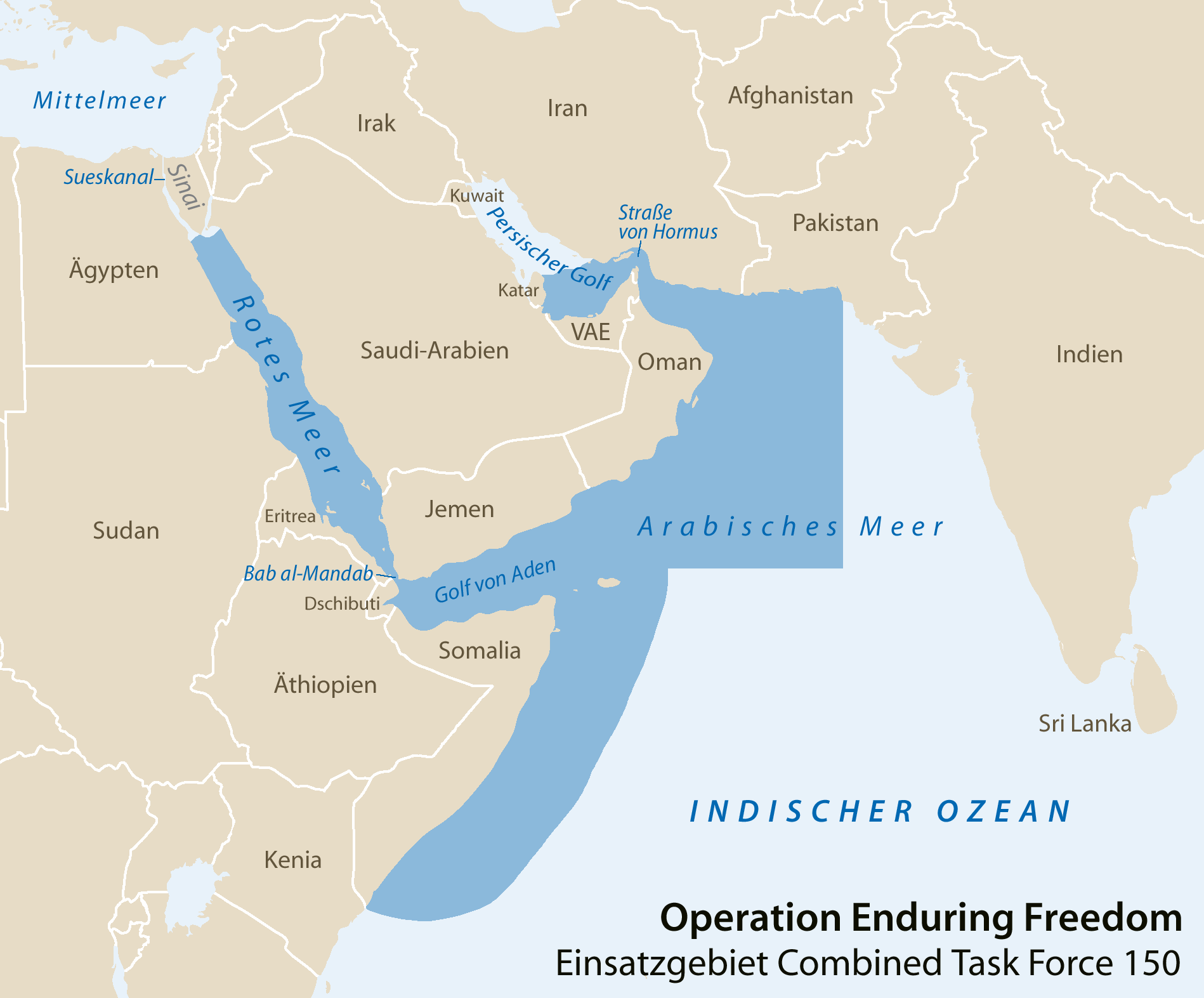
CTF-150の作戦範囲

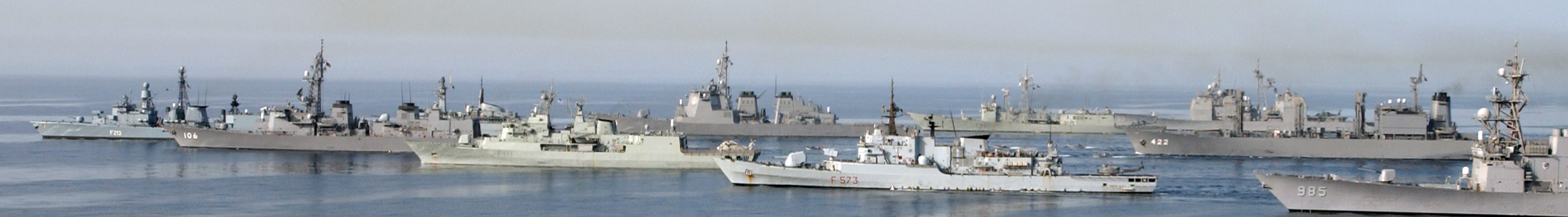
多国籍からなる「第150合同任務部隊」
左から独「F 213 アウクスブルク」、日「DD-106 さみだれ」、ニュージーランド「F-111 テ・マナ」、日「DDG-175 みょうこう」、伊「F573 シロッコ」、 スペイン「F-83 ヌマンシア」、米「CG-55 レイテ・ガルフ」、日「AOE-422 とわだ」、米「DD-985 カッシング」

## 参加国
| - イギリス - イタリア - オーストラリア | - オランダ - カナダ - スペイン | - トルコ - デンマーク - ドイツ | - ニュージーランド - パキスタン - ポルトガル | - フランス - 日本 |